# 벤 폴즈
벤자민 스콧 "벤" 폴즈(Benjamin Scott "Ben" Folds, 1966년 9월 12일 ~)는 미국의 싱어송라이터이자 악기 연주자이며 밴드 밴드 벤 폴즈 파이브의 구성원이다.

## 음반 목록
- Rockin' the Suburbs (2001년)
- Songs for Silverman (2005년)
- Way to Normal (2008년)